# لوئیس هیث
لوئیس هیث (انگلیسی: Lewis Heath; ۲۳ نوامبر ۱۸۸۵ – ۱۰ ژانویهٔ ۱۹۵۴) فرد نظامی اهل بریتانیا بود. وی همچنین برندهٔ جوایزی همچون صلیب نظامی شده‌است.